# La Haciendita, Salamanca
La Haciendita är en ort i Mexiko.   Den ligger i kommunen Salamanca och delstaten Guanajuato, i den centrala delen av landet, 260 km nordväst om huvudstaden Mexico City. La Haciendita ligger 1 733 meter över havet och antalet invånare är 470.
Terrängen runt La Haciendita är platt åt sydväst, men åt nordost är den kuperad. Runt La Haciendita är det tätbefolkat, med 257 invånare per kvadratkilometer. Närmaste större samhälle är Irapuato, 12,6 km väster om La Haciendita. Omgivningarna runt La Haciendita är en mosaik av jordbruksmark och naturlig växtlighet.